# Med rugbrød til Læsø
|  | Denne artikel er oprettet af botten Steenthbot ud fra en ekstern database. Den kan derfor have sproglige fejl eller mangler. Denne skabelon kan fjernes efter kontrol af indholdet. |

Med rugbrød til Læsø er en dansk dokumentarfilm fra 1960 instrueret af Aksel Hald-Christensen.

## Handling
Aksel Hald-Christensen tager sin familie på ferietur til Læsø i deres Folkevognsrugbrød for at opleve den særlige natur på øen. Ved afsejlingen fra Frederikshavn skimtes skoleskibet Georg Stage. De besøger byerne, de berømmede tanggårde - bl.a. en firlingegård i Bangsbo, Rønnerne, Museumsgården, Højsande, Hals Kirkeruin og kirkerne på øen. Saltsydningen på øen er på dette tidspunkt nedlagt på grund af de ødelæggelser af naturen, som den afstedkom og gennem rejsen vises, hvorledes Læsø igen er blevet frodig. Filmen viser og beskriver den diverse natur på øen, som har både klitter (som ved Vesterhavet), lyngområder, flyvesand og skove. Fiskeriet og landbruget beskrives også kort, og det nævnes, at mændene stod for fiskeriet, og landbruget var kvindernes domæne.